# Victor Janson

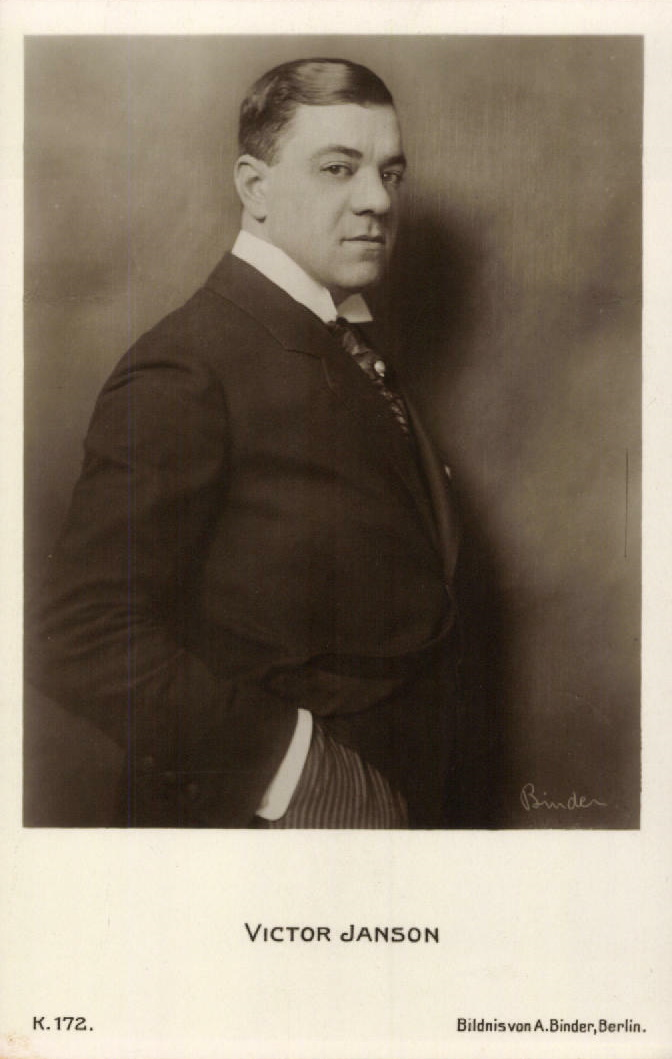
Janson, etwa 1922

Victor Arthur Eduard Janson (auch Viktor Janson; * 12. Septemberjul. / 24. September 1884greg. in Riga, Russisches Reich; † 28. Juni 1960 in Berlin-Schmargendorf) war ein deutscher Schauspieler und Regisseur.

## Leben
Nach Schauspiel- und Gesangsunterricht kam Janson 17-jährig nach Berlin, wo er eine weitere Schauspielausbildung erhielt. Sein erstes festes Engagement trat er 1904 am Hoftheater in Detmold an. 1905 spielte er in Libau, 1906 in Neiße und 1908 in Oppeln, wo er erstmals auch Regie führte.
Im Jahr 1909 kam er an das Neue Operetten-Theater in Berlin. Als komischer Charakterschauspieler war er in den folgenden Jahren besonders am Central-Theater und am Residenz-Theater tätig. Im Rahmen einer Operettentournee gelangte er bis Südamerika. 1917 spielte er in „Der deutsche Schmied“ im Zirkus Schumann den Großen Kurfürsten.
Ab 1913 agierte er in Stummfilmen. Ab 1918 begann er selbst als Regisseur zu wirken, aber weiterhin auch als Schauspieler. In der Folge spielte er unter anderem unter der Regie von Ernst Lubitsch in Carmen (1918), Die Austernprinzessin (1919), Madame Dubarry (1919) (in Blackface) und Die Bergkatze (1921).
Zu seinen Stummfilmen als Regisseur gehören Der Mann der Tat (1919), Zopf und Schwert – Eine tolle Prinzessin (1926), Wien, du Stadt meiner Träume (1927) und Es flüstert die Nacht (1929). Im Tonfilm wurde Victor Janson weiterhin als Schauspieler – vornehmlich in komischen Rollen – eingesetzt, vor allem ab Ende der 1930er bis in die 1950er Jahre hinein, als er seine Tätigkeit als Regisseur einstellte.
Bis 1939 führte Victor Janson weiterhin Regie; zu seinen Inszenierungen gehörten Filme wie Die Frau von der man spricht (1931), Das Blaue vom Himmel (1932), Sie und die Drei (1935), Mädchen in Weiß (1936) und Wer küßt Madeleine (1939). Janson stand 1944 in der Gottbegnadeten-Liste des Reichsministeriums für Volksaufklärung und Propaganda.
Anfang der 1950er fungierte er für einige wenige amerikanische Filme als deutscher Synchronsprecher, unter anderem in Disneys Alice im Wunderland. Bis weit in die 50er Jahre stand er auf Berliner Bühnen, besonders am Schlossparktheater und Schillertheater.
Seit dem 29. Oktober 1920 war Janson mit der Sängerin Helene Landt-Merviola verheiratet, die unter dem Namen Helene Merviola auftrat.
Janson wurde auf dem Friedhof Wilmersdorf beigesetzt.

## Filmografie
- 1913: Das verschleierte Bild von Groß-Kleindorf
- 1915: Wie werde ich Amanda los?
- 1915: Die große Wette
- 1916: Talarso, der Mann mit den grünen Augen
- 1916: Leutnant auf Befehl
- 1916: Das lebende Rätsel
- 1916: Nebel und Sonne
- 1916: Der G.m.b.H.-Tenor
- 1917: Hoheit Radieschen
- 1917: Professor Nissens seltsamer Tod
- 1917: Wenn vier dasselbe tun
- 1917: Hoch klingt das Lied vom U-Boot-Mann
- 1917: Das Bacchanal des Todes
- 1917: Die Geächteten
- 1917: Dornröschen
- 1917: Prinz Sami
- 1917: Krähen fliegen um den Turm
- 1917: Das Mädel von nebenan
- 1917: Die Spur im Schnee
- 1918: Irrwege der Liebe
- 1918: Suchomlinow
- 1918: Keimendes Leben (2 Teile)
- 1918: Ferdinand Lassalle – Des Volkstribunen Glück und Ende
- 1918: Der gelbe Schein (auch Regie)
- 1918: Das Mädel vom Ballett
- 1918: Ich möchte kein Mann sein
- 1918: Carmen
- 1919: Meine Frau, die Filmschauspielerin
- 1919: Der Erdstrommotor
- 1919: Das Mädchen aus dem wilden Westen
- 1919: Der lustige Ehemann
- 1919: Der Dolch des Malayen
- 1919: Kreuziget sie!
- 1919: Komtesse Doddy
- 1919: Die Pantherbraut
- 1919: Der Mann der Tat (Regie)
- 1919: Die Austernprinzessin
- 1919: Die Puppe
- 1919: Die Herrin der Welt, 4. Teil: König Makombe
- 1920: Die Herrin der Welt, 5. Teil: Ophir, die Stadt der Vergangenheit
- 1920: Die Herrin der Welt, 6. Teil: Die Frau mit den Milliarden
- 1920: Die Wohnungsnot
- 1920: Kakadu und Kiebitz
- 1920: Die Dame in Schwarz (Regie)
- 1920: Das Skelett des Herrn Markutius
- 1921: Die Bergkatze
- 1921: Amor am Steuer
- 1922: Der blinde Passagier (auch Regie)
- 1923: Das Milliardensouper (auch Regie)
- 1924: Colibri (Regie)
- 1924: Niniche (auch Regie)
- 1925: Der Trödler von Amsterdam (Regie)
- 1926: Die geschiedene Frau
- 1926: Zopf und Schwert (Regie)
- 1926: Die Königin des Weltbades (Regie)
- 1926: Der dumme August des Zirkus Romanelli
- 1927: Eheferien (Regie)
- 1927: Die Bräutigame der Babette Bomberling
- 1927: Am Rande der Welt
- 1928: Ein Mädel mit Temperament (Regie)
- 1928: Du sollst nicht stehlen (Regie)
- 1928: Die Königin seines Herzens (Regie)
- 1928: Das Spiel mit der Liebe (auch Regie)
- 1929: Es flüstert die Nacht … (Regie)
- 1929: Schwarzwaldmädel (Regie)
- 1929: Die Zirkusprinzessin (Regie)
- 1929: Der schwarze Domino (Regie)
- 1930: Der Walzerkönig
- 1930: Donauwalzer (Regie)
- 1931: Der Bettelstudent (Regie)
- 1931: Die Frau von der man spricht (Regie)
- 1932: Holzapfel weiß alles (Regie)
- 1932: Es war einmal ein Walzer
- 1932: Lügen auf Rügen (Regie)
- 1932: Das Blaue vom Himmel (Regie)
- 1933: Der Page vom Dalmasse-Hotel (Regie)
- 1933: Der Zarewitsch (Regie)
- 1934: Eine Frau, die weiß, was sie will (Regie)
- 1934: Die Stimme der Liebe
- 1934: Die große Chance
- 1935: Sie und die Drei
- 1935: Die blonde Carmen
- 1936: Mädchen in Weiß
- 1936: Rendezvous in Wien
- 1936: Hilde Petersen postlagernd
- 1937: Die Korallenprinzessin
- 1937: Heiratsinstitut Ida & Co
- 1938: Nanu, Sie kennen Korff noch nicht?
- 1939: Der Florentiner Hut
- 1939: Menschen vom Varieté
- 1939: Wer küßt Madeleine? (Regie)
- 1939: Weißer Flieder
- 1939: Männer müssen so sein
- 1940: Der ungetreue Eckehart
- 1941: Oh, diese Männer
- 1941: Ehe man Ehemann wird
- 1941: Der Weg ins Freie
- 1941/49: Alles aus Liebe
- 1942: Rembrandt
- 1942: Wir machen Musik
- 1942: Die große Liebe
- 1943: Damals
- 1943: Paracelsus
- 1943: Münchhausen
- 1943/46: Peter Voss, der Millionendieb
- 1943/47: Spuk im Schloß
- 1944: Hundstage
- 1944: Die Frau meiner Träume
- 1944: Komm zu mir zurück
- 1944: Das schwarze Schaf
- 1944: Sieben Briefe
- 1944: Spiel mit der Liebe
- 1944/47: Umwege zu Dir
- 1944/48: Fahrt ins Glück
- 1944/48: Frech und verliebt
- 1944/49: Das Gesetz der Liebe
- 1944/48: Das kleine Hofkonzert
- 1944/49: Der Posaunist
- 1944/49: Wiener Mädeln
- 1944/50: Verlobte Leute
- 1945: Shiva und die Galgenblume (unvollendet)
- 1945: Ein Mann wie Maximilian
- 1949: Figaros Hochzeit
- 1950: Das kalte Herz
- 1951: Torreani
- 1951: Professor Nachtfalter
- 1951: Durch Dick und Dünn
- 1952: Der Fürst von Pappenheim
- 1952: Wenn abends die Heide träumt
- 1953: Schlagerparade
- 1953: Die Rose von Stambul
- 1953: So ein Affentheater
- 1953: Die Prinzessin und der Schweinehirt
- 1954: Ännchen von Tharau